# Ukrajinizace
Ukrajinizace je termín, který je natolik pružný, že byl v dějinách Ukrajiny používán k popisu odlišných historických dějů a procesů. Poprvé použil termín „ukrajinizace“ Mychajlo Serhijovyč Hruševskyj v článku „O problematice ukrajinských kateder a potřebách ukrajinské vědy“.

## Významy termínu ukrajinizace
- ukrajinizace jako národní obrození
- ukrajinizace jako taktika komunistů (korenizace)
- ukrajinizace jako derusifikace
- ukrajinizace jako přijetí evropských hodnot
- ukrajinizace jako rétorika extrémistů

## Devatenácté století
Území dnešní Ukrajiny se rozkládalo na území Rakouského císařství (Předlitavska) a Ruského impéria. Podmínky pro národní obrození Ukrajinců byly odlišné:
- Rakouský císař František Josef I. schválil 21. prosince 1867 „Prosincovou ústavu“ resp. Ústavní zákon z 21. prosince 1867 o obecných právech občanů pro království a země zastoupené v říšské radě
- Car Alexandr II. Nikolajevič podepsal 30. května 1876 „Emžský dekret“ (Emskij ukaz)

Rozdíl mezi těmito „normami“ byl propastný po formální i obsahové stránce. Dekret emský byl tajný, fungoval jako dokument Hlavní správy záležitostí tisku adresovaný do rukou gubernátorů. Jeho plné znění bylo poprvé publikováno v roce 1930. Dekret zakázal: 1) dovoz ukrajinských knih, 2) tisk ukrajinských knih, 3) půjčování v knihovnách, 4) ukrajinská divadelní představení, 5) vyučování v ukrajinštině, 6) činnost spolku ukrajinské inteligence Stara gromada, zabývající se společenskou, kulturní a vzdělávací činností.

## První světová válka a její důsledky
Během války se západní Ukrajinou přehnala fronta. Ukrajinci byli pronásledování jak rakouskou, tak ruskou stranou. Během války padla během Únorové revoluce vláda cara nad Ruskou říší. Po ustanovení prozatímní vlády reagovala Centrální rada Ukrajiny v červnu 1917 vyhlášením autonomie. Nastal vzestup ukrajinského národního hnutí, který se odrazil i ve vydávání ukrajinských knih.
Konec 1. světové války neznamenal konec chaosu. Na území Ukrajiny se pohybovaly jednotky Rudé armády, ukrajinské armády, Bílé armády, polská armáda, jednotky Dohody, Zelená armáda a partyzánská Revoluční povstalecká armáda Ukrajiny. Dne 18. března 1921 byl uzavřen Rižský mír a sovětská vláda pokračovala ve staré carské politice rusifikace Ukrajiny.
|                          | 1917 (počet) | 1917 (%) | 1918 (počet) | 1918 (%) | Bod zlomu | 1922 (počet) | 1922 (%) |
| ------------------------ | ------------ | -------- | ------------ | -------- | --------- | ------------ | -------- |
| Publikace v ukrajinštině | 747          | 40       | 452          | 54       |           | 186          | 27       |
| Publikace v ruštině      | 1084         | 60       | 386          | 46       |           | 491          | 491      |

## Ukrajinizace za Stalina
Více v článku Korenizace.

## Po roce 1930
Od počátku 30. let 20. století byla ukrajinizační politika náhle a krvavě obrácena. „Ukrajinský buržoazní nacionalismus“ byl prohlášen za primární problém Ukrajiny. Mnoho ukrajinských novin, publikací a škol bylo převedeno na ruštinu. Stalin požadoval, aby tajemník ÚV Ukrajiny L. Kaganovyč rozdrtil a zlikvidoval nacionalismus v Komunistické straně Ukrajiny. Kaganovyče nebylo třeba poučovat o teroru: stovky ukrajinských intelektuálů z řad komunistů, tisíce z řad nestranické inteligence byly vyhozeny a následně fyzicky zlikvidovány. K politickým čistkám se přidal hladomor, vyvolaný jak kolektivizací, tak státními krádežemi obilí, který zasáhl i ruskou část SSSR. V jeho důsledku zahynuly miliony obyvatel.

## Po rozpadu Sovětského svazu
Ve společnosti se souběžně odehrávalo několik procesů: dekomunizace (desovětizace), derusifikace a ukrajinizace. Odstraňovaly se symboly komunistické moci ve veřejném prostoru. Často šlo o sochy Lenina, ruského bolševika, které byly neodmyslitelnou dominantou veřejných prostor všech měst Sovětského svazu. Na Ukrajině bylo asi 5000 soch Lenina, jinými slovy na sochy osobností Ukrajiny už nebylo místo. V Rusku se sochy ruského bolševika, na rozdíl od Ukrajiny, nebouraly. Tato skutečnost byla využívána ruskými propagandisty jako důkaz protiruských národnostních postojů. Již v dubnu 2022 začaly sochy Lenina znovu instalovat ruští okupanti Ukrajiny, tentokrát jako symbol ruského imperialismu, který neuznává ukrajinský národ ani stát Ukrajinu.
Zpochybňování ukrajinské státnosti a národnosti zaznívalo z Ruska roky před vpádem Ruska na Ukrajinu v roce 2022. To vyvolávalo u Ukrajinců žijících ve vlastním státě, s kterým se identifikovali, nelibost. Po invazi a zvlášť po vyvražďování ukrajinského obyvatelstva se objevil nový fenomén: spontánní derusifikace obyvatel.
Ukrajinizace či derusifikace má i další podoby: vyřazování ruských knih z knihoven, přejmenování ulic nebo celých obcí a měst. Je doprovázena snahou nejen dějiny Ukrajiny v éře Sovětského svazu nově interpretovat, ale rovnou vymazat.